# John Carney
John Carney (Dublino, 1972) è un regista e sceneggiatore irlandese, conosciuto soprattutto per il film Once (Una volta).

## Biografia
Nato a Dublino, dal 1991 al 1993 ha fatto parte come bassista del gruppo musicale rock The Frames, del quale ha anche diretto alcuni video musicali. Insieme al collega Tom Hall ha scritto e diretto November Afternoon, il suo primo lungometraggio nel 1996. Si tratta di un film a basso costo in bianco e nero che racconta la storia di due coppie che iniziano a sgretolarsi. Il successivo film viene anch'esso realizzato con Hall e si basa sul dramma di una ragazza abusata. Nel 2001 scrive (con Daniel James) e dirige On the Edge, interpretato da Cillian Murphy e Stephen Rea. Nel frattempo si dedica anche all'attività di autore e regista televisivo, realizzando tra l'altro la serie Bachelors Walk. Nel 2006 realizza il film Once, che viene pluripremiato a livello internazionale: si aggiudica un Premio Oscar (miglior canzone), un Independent Spirit Award (miglior film straniero) e altri riconoscimenti.

## Filmografia

### Regista e sceneggiatore
- November Afternoon (1996)
- Park (1999)
- On the Edge (2001)
- Once (Una volta) (Once) (2006)
- Zonad (2010)
- The Rafters (2012)
- Tutto può cambiare (Begin Again) (2013)
- Sing Street (2016)
- Modern Love (2019, serie TV)
- Flora and Son (2023)